# Barnadesia corymbosa
Barnadesia corymbosa là một loài thực vật có hoa trong họ Cúc. Loài này được (Ruiz & Pav.) D.Don mô tả khoa học đầu tiên năm 1830.